# تيهومير دودير
تيهومير دودير مواليد 8 أغسطس 1979 في نوفي ساد، جمهورية يوغوسلافيا الاشتراكية الاتحادية، هو لاعب كرة يد صربي يلعب مكدافع ويحمل الرقم 17. مثل منتخب صربيا لكرة اليد.